# François-Antoine Arbaud
François-Antoine Arbaud (Manosque, 2 giugno 1768 – Gap, 27 marzo 1836) è stato un vescovo cattolico francese.

## Biografia
Ordinato prete a Nizza nel 1768, fu insegnante di filosofia.
A causa della rivoluzione lasciò la Francia e si rifugiò a Bologna: rientrò in patria nel 1797 ed esercitò il suo ministero in clandestinità fino al 1802.
Fu parroco di Villeneuve e direttore del seminario di Digne.
Alla restaurazione della diocesi di Gap, fu nominato vescovo. Riorganizzò il clero e fondò la congregazione delle Suore del Sacro Cuore di Maria.
Di idee gallicane, fu in conflitto con gli Oblati di Maria Immacolata e con Félicité de Lamennais.

## Genealogia episcopale
La genealogia episcopale è:
- Cardinale Scipione Rebiba
- Cardinale Giulio Antonio Santori
- Cardinale Girolamo Bernerio, O.P.
- Arcivescovo Galeazzo Sanvitale
- Cardinale Ludovico Ludovisi
- Cardinale Luigi Caetani
- Cardinale Ulderico Carpegna
- Cardinale Paluzzo Paluzzi Altieri degli Albertoni
- Papa Benedetto XIII
- Papa Benedetto XIV
- Papa Clemente XIII
- Cardinale Giovanni Francesco Albani
- Papa Pio VI
- Arcivescovo François de Pierre de Bernis
- Cardinale Jean-Baptist-Marie-Anne-Antoine de Latil
- Vescovo François-Antoine Arbaud